# Родовой сертификат
Родовой сертификат — основной документ программы «Родовой сертификат».

## Цели
Введение родовых сертификатов имеет своей целью повышение материальной заинтересованности медицинских учреждений в предоставлении качественной медицинской помощи будущим матерям. Медработникам становится выгодно, чтобы на учёт становилось больше беременных женщин. Имеется также расчёт на снижение числа абортов, так как у работников консультации появляется стимул, чтобы отговорить женщину от прерывания беременности с тем, чтобы получить ещё одну «клиентку». Кроме того, родовые сертификаты предоставят беременной женщине возможность выбора женской консультации, в которой она предполагает встать на учёт и наблюдаться по беременности, а в дальнейшем и родильного дома.

## Участники программы
Адресатами программы «Родовые сертификаты» являются женские консультации, родильные дома, детские поликлиники. Сертификат действует во всех государственных и муниципальных роддомах. Женщина может свободно выбирать, куда обратиться.
Участником программы может стать учреждение, имеющее лицензию на осуществление медицинской деятельности по специальности «акушерство и гинекология» или «педиатрия» и заключившее договор с региональным отделением Фонда социального страхования.

## Структура родового сертификата

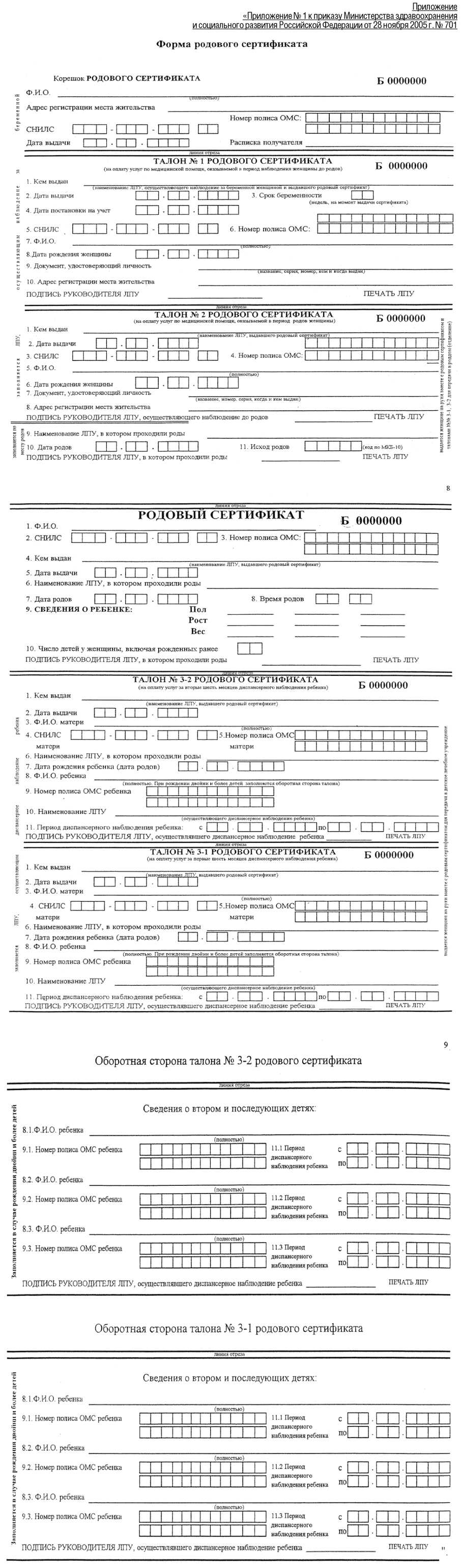
Родовой сертификат